# Stephen Daldry
Stephen David Daldry (født 2. maj 1960) er en engelsk teater- og filminstruktør, samt producer, som har været Oscarnomineret for sine film Billy Elliot, The Hours og The Reader.

## Filmografi
- Billy Elliot (2000)
- The Hours (2002)
- The Reader (2008)